# Expedice 69
Expedice 69 byla šedesátá devátá dlouhodobá mise na Mezinárodní vesmírné stanici (ISS). Tvořilo ji sedm astronautů a kosmonautů, kteří na stanici přiletěli v kosmických lodích Sojuz MS-22 a SpaceX Crew-6. Expedice začala 28. března 2023 a skončila po 183 dnech 27. září 2023, v okamžiku odpojení lodi Sojuz MS-23. Během expedice se uskutečnilo celkem 8 výstupů do volného prostoru, což je jen o jeden výstup méně než rekordní počet dosažený při Expedici 61. 

## Posádka
Expedice 69 začala 28. března 2023 v 09:57:27 UTC, kdy se od ISS odpojila loď Sojuz MS-22.
Velitelem ISS byl v tom okamžiku kosmonaut Sergej Prokopjev, který funkci převzal od astronautky Samanthy Cristoforettiové na začátku předchozí Expedice 68, 12. října 2022.
Na stanici při začátku Expedice 69 pobývalo celkem 7 kosmonautů a astronautů. Z nich tři – Rusové Sergej Prokopjev a Dmitrij Petělin a Američan Francisco Rubio – přiletěli už 21. září 2022 v lodi Sojuz MS-22 (ještě v době Expedice 67). Původně měli se svou lodí odletět ze stanice v březnu 2023 poté, co by předali ruský orbitální segment svým nástupcům z lodi Sojuz MS-23 (Oleg Kononěnko, Nikolaj Čub, Loral O'Harová). V důsledku závady na Sojuzu MS-22 spočívající v úniku chladiva z chladicího systému v prosinci 2022 však loď z rozhodnutí Roskosmosu odletěla bez kosmonautů poté, co se ke stanici připojila náhradní loď Sojuz MS-23, také neobsazená. Prokopjev, Petělin a Rubio se tak stali posádkou Sojuzu MS-23 a prodloužili svůj pobyt na ISS i do Expedice 69. Zpět na Zemi odletěli až 27. září 2023 a jejich 371 dní dlouhý let je vynesl na sdílené 3. až 5. místo na seznamu nejdelších jednotlivých kosmických letů v historii. Rubio se navíc stal držitelem amerického rekordu v této disciplíně, přičemž dosavadní rekordní délku amerického letu Marka Vande Heie o délce 355 dní, 3 hodiny a 46 minut z let 2021–2022 vyrovnal 11. září 2023 v 17:39 UTC
Zbylí čtyři členové Expedice 69 – Američané Stephen Bowen a Warren Hoburg, astronaut Spojených arabských emirátů Sultán an-Nejádí a Rus Andrej Feďajev – byli na stanici už od 3. března 2023. kdy k ní přiletěli v lodi SpaceX Crew-6. Jejich předchůdci Američané Nicole Mannová a Josh Cassada, Japonec Kóiči Wakata a Ruska Anna Kikinová naopak stanici v lodi SpaceX Crew-5 opustili ještě před začátkem Expedice 69.
SpaceX Crew-6 i se svou posádkou podle plánů ze stanice odletěla 3. září 2023, týden poté, co 27. srpna přiletěla další dlouhodobá posádka v lodi SpaceX Crew-7. Astronauti Jasmin Moghbeliová, Andreas Mogensen a Satoši Furukawa spolu s kosmonautem Konstantinem Borisovem vytvořili základ Expedice 70.
Prokopjev, Petělin a Rubio, zbylí členové Expedice 69, v Sojuzu MS-23 z ISS odletěli podle plánu 27. září 2023 v 07:54:21 UTC. Okamžikem jejich odpojení Expedice 69 po půl roce skončila. Jejich místa na stanici pro Expedici 70 převzali kosmonauti Kononěnko a Čub a astronautka O'Harová, které tam 15. září 2023 dopravil Sojuz MS-24 – všichni tři se tak na stanici dostali o půl roku později, než měli podle původních plánů přiletět v Sojuzu MS-23. Prokopjev den před svým odletem předal velení nad stanicí Mogensenovi.

### Návštěvní mise
V plánu Expedice 69 byly dvě návštěvní mise. 
Jako první přiletěl ke stanici 22. května Crew Dragon na druhé misi soukromého vesmírného programu Axiom Space. Posádku Axiom Mission 2 tvořili profesionální astronautka Peggy Whitsonová v pozici velitelky, vesmírný turista John Shoffner jako pilot a dva letoví specialisté vyslaní Saúdskou vesmírnou komisí, Alí al-Qarní a Rajjána Barnáwíová. Na stanici strávili 8 dní.
V červenci pak měli v lodi Starliner při jejím vůbec prvním letu s posádkou přiletět astronauti Barry Wilmore a Sunita Williamsová. Několikadenní mise Boeing Crew Flight Test byla naplánována na únor 2023, tedy už během Expedice 68, jako poslední zkouška nového typu lodi před jeho nasazením do běžného provozu, ale v listopadu 2022 byla odsunuta právě na duben 2023 do Expedice 69. Později se počítalo se startem 21. července 2023 a zhruba desetidenním trváním mise. Tento termín však byl 1. června 2023 z technických důvodů souvisejících s přípravou lodi ke startu odložen na neurčito.

### Vývoj obsazení
Vývoj obsazení ISS během Expedice 69 shrnuje následující tabulka:    
| kosmonaut/astronaut    | loď     | 28. března 2023 – 27. srpna | 27. srpna – 3. září | 3. – 15. září | 15. – 27. září |
| ---------------------- | ------- | --------------------------- | ------------------- | ------------- | -------------- |
| Sergej Prokopjev (2)   | MS-23   | velitel ISS                 | velitel ISS         | velitel ISS   | velitel ISS    |
| Dmitrij Petělin (1)    | MS-23   |                             |                     |               |                |
| Francisco Rubio (1)    | MS-23   |                             |                     |               |                |
| Stephen Bowen (4)      | Crew-6  |                             |                     |               |                |
| Warren Hoburg (1)      | Crew-6  |                             |                     |               |                |
| Sultán an-Nejádí (1)   | Crew-6  |                             |                     |               |                |
| Andrej Feďajev (1)     | Crew-6  |                             |                     |               |                |
| Jasmin Moghbeliová (1) | Crew-7  |                             |                     |               |                |
| Andreas Mogensen (2)   | Crew-7  |                             |                     |               |                |
| Satoši Furukawa (2)    | Crew-7  |                             |                     |               |                |
| Konstantin Borisov (1) | Crew-7  |                             |                     |               |                |
| Oleg Kononěnko (5)     | MS-24   |                             |                     |               |                |
| Nikolaj Čub (1)        | MS-24   |                             |                     |               |                |
| Loral O'Harová (1)     | MS-24   |                             |                     |               |                |
|                        |         |                             |                     |               |                |
| Peggy Whitsonová (4)   | Ax-2    | 《22. – 30. května 2023》   |                     |               |                |
| John Shoffner (1)      | Ax-2    | 《22. – 30. května 2023》   |                     |               |                |
| Alí al-Qarní (1)       | Ax-2    | 《22. – 30. května 2023》   |                     |               |                |
| Rajjána Barnáwíová (1) | Ax-2    | 《22. – 30. května 2023》   |                     |               |                |
| Barry Wilmore (3)      | Boe-CFT | 《odloženo na naurčito》    |                     |               |                |
| Sunita Williamsová (3) | Boe-CFT | 《odloženo na naurčito》    |                     |               |                |

Legenda:
《 》členové návštěvních misí Axiom Mission 2 a Boeing Crew Flight Test

## Průběh letu
Před začátkem expedice bylo oznámeno, že Prokopjev s Petělinem uskuteční během svého letu několik výstupů do volného prostoru, které nemohli provést během předchozí Expedice 68. Jejich úkolem mělo být přenesení automatizované nákladní přechodové komory a tepelného radiátoru z vnější strany modulu Rassvet na jeden u portů modulu Nauka. Oběma kosmonautům při tom měla asistovat Evropská robotická paže ERA ovládaná zevnitř stanice kosmonautem Andrejem Feďajevem. Několik výstupů se očekávalo také z americko-japonsko-evropského segmentu stanice.
První zvýšení oběžné dráhy v nové expedici se uskutečnilo 30. března 2023 v 16:48 UTC, oproti běžným zvyklostem se však o něj postarala kosmická loď Cygnus NG-18 připojená ke spodnímu portu modulu Unity (Unity nadir), zatímco Progres MS-22 připojený k zadnímu portu modulu Zvezda (a tedy i celé stanice) protentokrát odpočíval. Motory NG-18 se zapálily na 900 sekund (15 minut), udělily stanici impuls 0,8 km/s, což dráhu stanice zvýšilo o zhruba 1,8 km.
Sojuz MS-23 – z bezpečnostních důvodů s posádkou na palubě – se 6. dubna 2023 přesunul mezi dvěma porty ruského segmentu stanice. Velitel Sojuzu Prokopjev loď odpojil v 09:44:55 UTC od horního portu modulu Poisk (mířícího směrem od Země) a manuálně ji vzdálil několik desítek metrů od stanice, kterou pak po půlkruhové dráze zezadu obletěl. Po opětovném přiblížení loď v 10:21:44 UTC připojil ke spodnímu portu modulu Pričal (mířícímu k Zemi). Přesun byl proveden kvůli uvolnění průlezu z modulu Poisk, kterým budou kosmonauti opouštět stanici při nadcházejících výstupech do volného prostoru v dubnu a květnu, i kvůli uvolnění místa pro budoucí přílet nákladní lodi Progress MS-23.

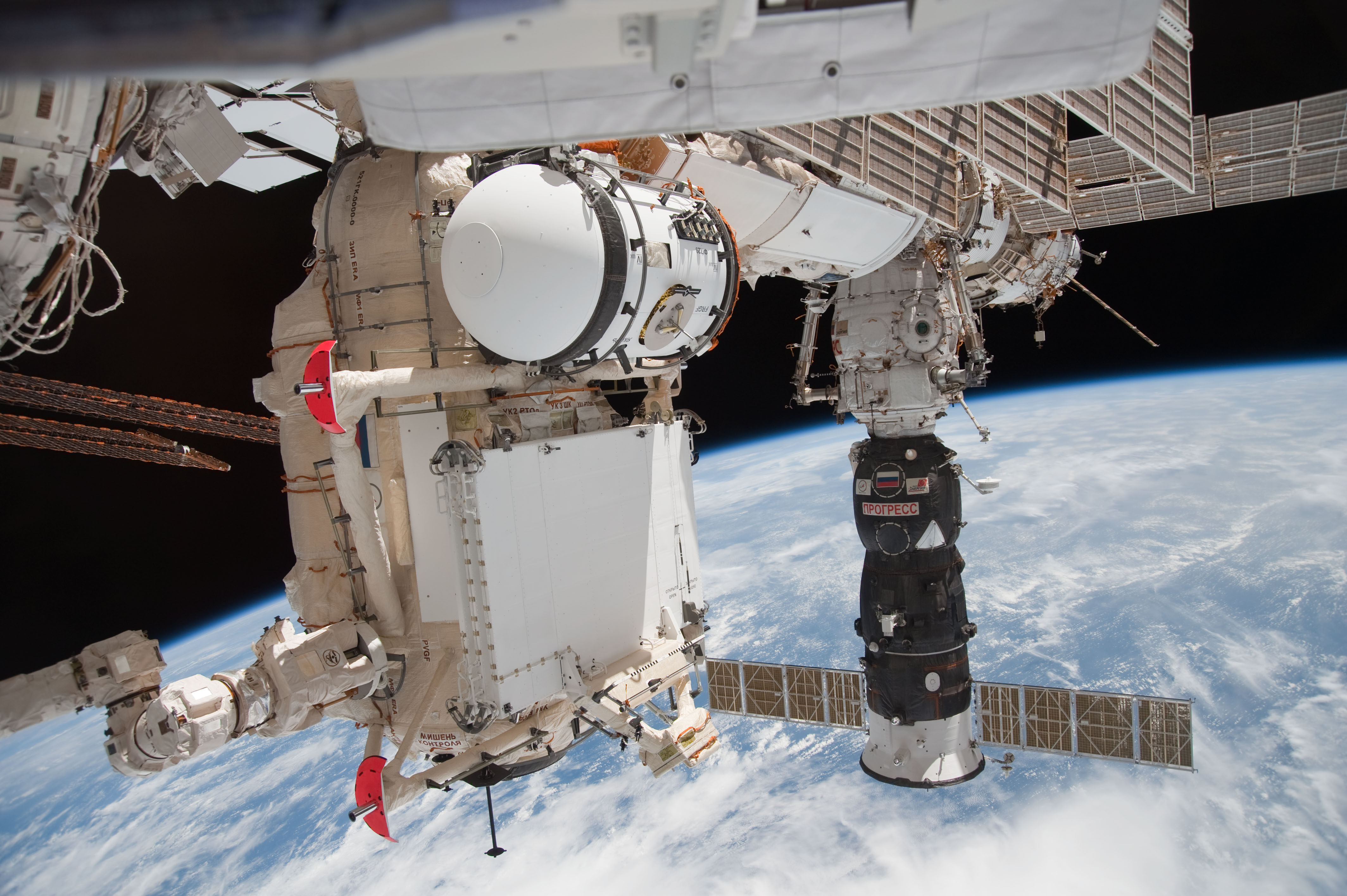
V popření modul Rassvet s válcovou nákladovou přechodovou komorou a složeným radiátorem, s nimiž byl na stanici dopraven v květnu 2010.

Na začátek celé série připravených výstupů do volného prostoru se 19. dubna 2023 uskutečnil – až napotřetí úspěšný – pokus kosmonautů Sergeje Prokopjeva a Dmitrije Petělina. Poprvé byl jejich výstup zrušen 25. listopadu 2022 kvůli poruše Prokopjevova skafandru, podruhé ho zmařila mimořádná událost 15. prosince 2022, kdy ze Sojuzu MS-22 začalo unikat chladivo v době, kdy už Prokopjev s Petělinem byli ve skafandrech v přechodové komoře, z níž byl odčerpáván vzduch. Úkolem výstupu, celkem již 56. z ruského segmentu ISS, bylo přenést z dočasné na finální pozici radiátor určený pro vyzařování přebytečného tepla z modulu Nauka. Ten byl dosud připevněn na modul Rassvet, s nímž byl na ISS vynesen v květnu 2010 při letu STS-132 raketoplánu Atlantis. Kosmonauti během výstupu především uvolnili propojovací vedení, sejmuli kryty a zámky, které dosud radiátor zajišťovaly na jeho původním místě, přesunuli radiátor pomocí Evropské robotické ruky (ERA) k modulu Nauka, k němuž ho poté připevnili. Výstup plánovaný na 6 hodin a 37 minut začal v 01:40 UTC otevřením poklopu na modulu Poisk a skončil jeho uzavřením v 09:35 UTC, oba účastníci si tak do celkové délky svých (Prokopjev čtyř  a Petělin dvou) výstupů připsali 7 hodin a 55 minut. Dokončení prací na radiátoru – jeho rozvinutí a hydraulické a elektrické propojení se systémy stanice – bude obsahem jednoho z dalších výstupů, původně naplánovaného na 4. května, ale později odloženého o týden, na 11. května 2023. Ještě předtím, 3. května, ale byl s pořadovým číslem 57 v plánu ruský výstup s cílem přesunout z modulu Rassvat na modul Nauka pomocí ERA nákladní přechodovou komoru.
Také členové posádky SpaceX Crew-6 se vydali k prvnímu výstupu do volného prostoru během své mise. Stephen Bowen a Sultán an-Nejádí zahájili výstup otevřením poklopu přechodové komory na modulu Quest 28. dubna v 13:11 UTC. Hlavním úkolem byly přípravné práce pro montáž posledních dvou moderních solárních polí iROSA (International Space Station Roll-Out Solar Array) na hlavní nosník stanice. Obě pole na stanici doručí nákladní loď SpaceX CRS-28. Bowen a al-Nejádí během zhruba stovky jednotlivých úkonů mimo jiné položili kabely a nainstalovali izolaci na montážní konzoly určené pro solární pole, které byly nainstalovány během předchozí Expedice 68. Měli za úkol odmontovat anténní zařízení pro pásmo S a přenést je dovnitř stanice k renovaci, ale nepodařilo odmontovat skříňku s elektronikou spojenou s anténou, a tak bylo dokončení úkolu odloženo na další výstup. Poklop modulu Quest za sebou oba astronauti zavřeli v 20:12 UTC a jejich výstup tak trval 7 hodin a 1 minutu. Byl přitom již osmým pobytem mimo stanici pro Bowena, ale prvním pro an-Nejádího a současně mezi všemi astronauty z arabských zemí.  
O dva dny později zajistily motory lodi Progress MS-22 další, již 338. korekci dráhy stanice. Zapálily se v 00:31 UTC a pracovaly celkem 11 minut a 56,8 sekundy, čím stanici udělily impuls 1,12 m/s. Průměrná výška oběžné dráhy ISS se tak podle předběžných údajů zvýšila o 1,95 km na 417,12 km nad povrchem Země.
Plánovaný výstup ze stanice 3. května 2023 uskutečnili Sergej Prokopjev a Dmitrij Petělin od 20:00 UTC. Akce se sice protáhla z původně plánovaného času 6 a půl hodiny na 7 hodin a 11 minut, ale účastníci splnili všechny stanovené cíle: připravili přechodovou komory  provizorně upevněnou na boku modulu Rassvet k přenesení, poté spolupracovali při samotném přesunu komory od modulu Rassvet k modulu Nauka pomocí Evropské robotické ruky ERA a při jejím připojení k přednímu portu Nauky (robotický manipulátor ovládal zevnitř stanice Andrej Feďajev, k připojení přechodové komory k portu došlo 4. května kolem 01:00 UTC), a na závěr propojili komunikační kabely mezi přechodovou komorou a modulem Nauka. Po uzavření víka přechodové komory na modulu Poisk 4. května v 03:11 UTC tak Prokopjev dosáhl při svých 5 výstupech celkového času 37 hodin a 5 minut a Petělin mimo stanici strávil při 3 výstupech celkem 21 hodin a 34 minut.
Na 6. května připadlo přemístění lodi SpaceX Crew-6 z horního portu Harmony zenith na přední port Harmony forward. Horní port bylo potřeba uvolnit pro nadcházející přílet nákladní lodi SpaceX CRS-28. V jejím nehermetizovaném prostoru (trunku) bude uložen poslední pár nových solárních polí iROSA, které by pomocí robotické ruky nebylo možné uvolnit, pokud by se loď připojila k přednímu portu Harmony forward. Loď Crew-6 s kompletní posádkou se od původního portu oddělila v 11:23 UTC a po přeletu a opětovném přiblížení k novému umístění připojila ve 12:01 UTC. Šlo celkem o 27. přemístění lodi mezi porty v historii ISS.
Celkem čtvrtý (a třetí ruský) výstup ve třech týdnech od 19. dubna vykonali opět Prokopjev s Petělinem 12. května 2023 od 15:47 UTC do 21:01 UTC. Vrátili se k radiátoru, který na modul Nauka nainstalovali při vycházce 19. dubna, a uvedli ho do provozu – rozložili do rovné plochy tři segmenty radiátoru dosud poskládané v přepravní poloze, propojili ho s elektrickými, mechanickými a hydraulickými rozvody a naplnili obě chladicí smyčky chladicí kapalinou. Protože splnili všechny plánované úkoly, mohl výstup tentokrát skončit už po 5 hodinách a 14 minutách, takže celková délka šesti Prokopjevových výstupů dosáhla 42 hodin a 19 minut a Petělin si prozatím za čtyři výstupy zapsal 26 hodin a 48 minut.   
Před plánovaným příletem návštěvní mise Axiom Mission 2 a nákladní lodi Progress MS-23 došlo 18. května 2023 v 16:43 UTC k další úpravě dráhy stanice. Motory Progressu MS-22 se zapálily na 5 minut a 53,1 sekundy, čímž udělily stanici impuls 0,55 m/s. To stačilo na zvýšení průměrné výšky oběžné dráhy o 1,0 km na celkem 416,6 km.
V první polovině června 2023 při sérii dvou výstupů z modulu Quest astronauti Steve Bowen a Warren Hoburg nainstalovali a připojili na příslušná místa hlavního nosníku stanice dvě nová solární pole iROSA. Ta na stanici ve svém otevřeném nákladovém prostoru (tzv. trunku) doručila 6. června nákladní loď SpaceX CRS-28. Nejprve 9. června v 13:25 UTC zahájili výstup kvůli montáži pátého pole, při němž zvládli i některé přípravné úkoly pro pole šesté. Výstup skončil v 19:28 UTC a trval tedy 6 hodin a 3 minuty. Dokončení prací na šestém poli iROSA pak bylo 15. června o něco kratší, výstup začal ve 12:42 UTC a skončil v 18:17 UTC, trval tedy 5 hodin a 35 minut. Bowen se těmito dvěma výstupy zařadil do elitní skupiny 8 lidí (3 Rusů a 5 Američanů), kteří uskutečnili 10 výstupů, a současně na třetí historické místo v jejich celkové délce – 65 hodin a 57 minut. Vládcem žebříčku je ovšem se 16 výstupy o celkové délce 78 hodin a 40 minut ruský kosmonaut Anatolij Solovjov.    
Jen o několik hodin později od skončení druhého z amerických výstupů se uskutečnila další korekce dráhy stanice. Motory kosmické lodi Progress MS-22 na zádi stanice se 16. června 2023 v 06:27 UTC zapnuly na 12 minut a 50,2 sekundy. Tím udělily stanici impuls 1,2 m/s a zvýšily průměrnou výšku oběžné dráhy ISS o 2,1 km na 416,4 km.
Další výstup do volného prostoru následoval z ruské části stanice. Sergej Prokopjev a Dmitrij Petělin otevřeli poklop na modulu Poisk 22. června 2023 ve 14:24 UTC, aby z vyzvedli několik experimentů z povrchu modulů Zvezda a Poisk a nainstalovali komunikační zařízení. Všechny stanovené úkony splnili a po návratu do modulu Poisk uzavřeli poklop přechodové komory v 20:48 UCT; výstup tak trval 6 hodin a 24 minut. Prokopjev zvýšil délku svých již sedmi výstupů na 48 hodin 43 minut, Petělinových dosavadních pět výstupů trvalo celkem 33 hodin a 12 minut.    
Již 341. zvýšení dráhy stanice zajistily 4. července 2023 motory kosmické lodi Progress MS-22 připojené k modulu Zvezda zážehem v 21:17 UTC trvajícím 18 minut a 53,8 sekundy. Vygenerovaly přitom impuls 1,85 m/s, který zvedl průměrnou výšku oběžné dráhy stanice o 3,25 km na 417,9 km.
Řídicí středisko NASA v Johnsonově vesmírném středisku v Houstonu 25. července kolem 13:00 UTC ztratilo spojení s ISS v důsledku výpadku napájení elektřinou. Zástupci agentury později konstatovali, že astronautům během asi devadesátiminutové události nehrozilo žádné nebezpečí a že zhruba 20 minut po ní bylo možné s posádkou komunikovat prostřednictvím ruských telekomunikačních prostředků. Výpadek vznikl během modernizačních prací s cílem zvýšit spolehlivost energetických systémů Johnsonova střediska. NASA tak vůbec poprvé použila při komunikaci s ISS záložní napájení.
Další plánovaná úprava dráhy ISS pomocí lodi Progress MS-22 se uskutečnila 27. července 2023 ve 12:02 UTC. Motory pracovaly 5 minut a 1,9 sekundy, čímž vytvořily impuls 0,46 m/s a zvýšily střední dráhu stanice o 790 m na 417,1 km. A znovu se motory MS-22 zapálily 6. srpna 2023 v 02:03 UTC – tentokrát neplánovaně, kvůli nutnosti vyhnout se kosmickému smetí. Zážeh trval 3 minuty a 18 sekund, zvýšil rychlost stanice o 0,3 m/s a tím i střední výšku dráhy stanice o zhruba 500 metrů na 416,4 km.
Celkem osmý výstup do volného prostoru během Expedice 69 uskutečnili Sergej Prokopjev a Dmitrij Petělin 9. srpna v čase od 14:44 do 21:19 UTC. K modulu Rassvet připevnili tři štíty proti kosmickému smetí a testovali pevnost pracovní plošiny připevněné ke konci evropské robotické paže ERA, která do budoucna usnadní pohyb kosmonautů mimo stanici. Délka výstupu zvýšila celkový čas strávený ve vesmíru na 55 hodin a 18 minut u Prokopjeva a 39 hodin a 47 minut u Petělina, šlo přitom o jejich osmý, resp. šestý výstup.     
O dva dny později, 11. srpna ve 14:35 UTC, se na 22 minut a 48 sekund zapálily motory nákladní kosmické lodi Cygnus NG-19 a zajistily další úpravu dráhy stanice. Manévr zvýšil rychlost stanice o 1,354 m/s a tím i střední výšku dráhy o zhruba 2,5 km. To pomohlo zpřesnit fázování pro nadcházející start a přílet nákladní lodi Progress MS-24 naplánovaný na 22. srpna. Současně šlo o pokračování procesu certifikace lodí Cygnus pro provádění těchto manévrů.
Už podruhé ve stejném měsíci musela stanice 24. srpna 2023 změnit svou dráhu kvůli ohrožení kosmickým odpadem, tentokrát navíc motory modulu Zvezda, protože na jejím zadním portu již nebyl připojen Progress MS-22 a Progress MS-24 byl teprve na cestě z Bajkonuru. Motory se spustily v 15:00 UTC na 21,5 sekundy a impulsem 0,3 m/s snížily dráhu stanice o zhruba 500 metrů, takže dosahovala nejméně 414,37 km a nejvíce 434,59 km nad Zemí.
Další úprava dráhy už byla opět plánovaná, 8. září 2023 se v 18:52 UTC spustily motory kosmické lodi Progress MS-24 a zážehem o délce 21 minut a 54,56 sekundy udělily stanici impuls  2,05 m/s. Střední výška oběžné dráhy nad povrchem Země se tak zvýšila o 3,5 km a dosáhla 419,2 km.

## Připojené pilotované a nákladní lodi, obsazení portů

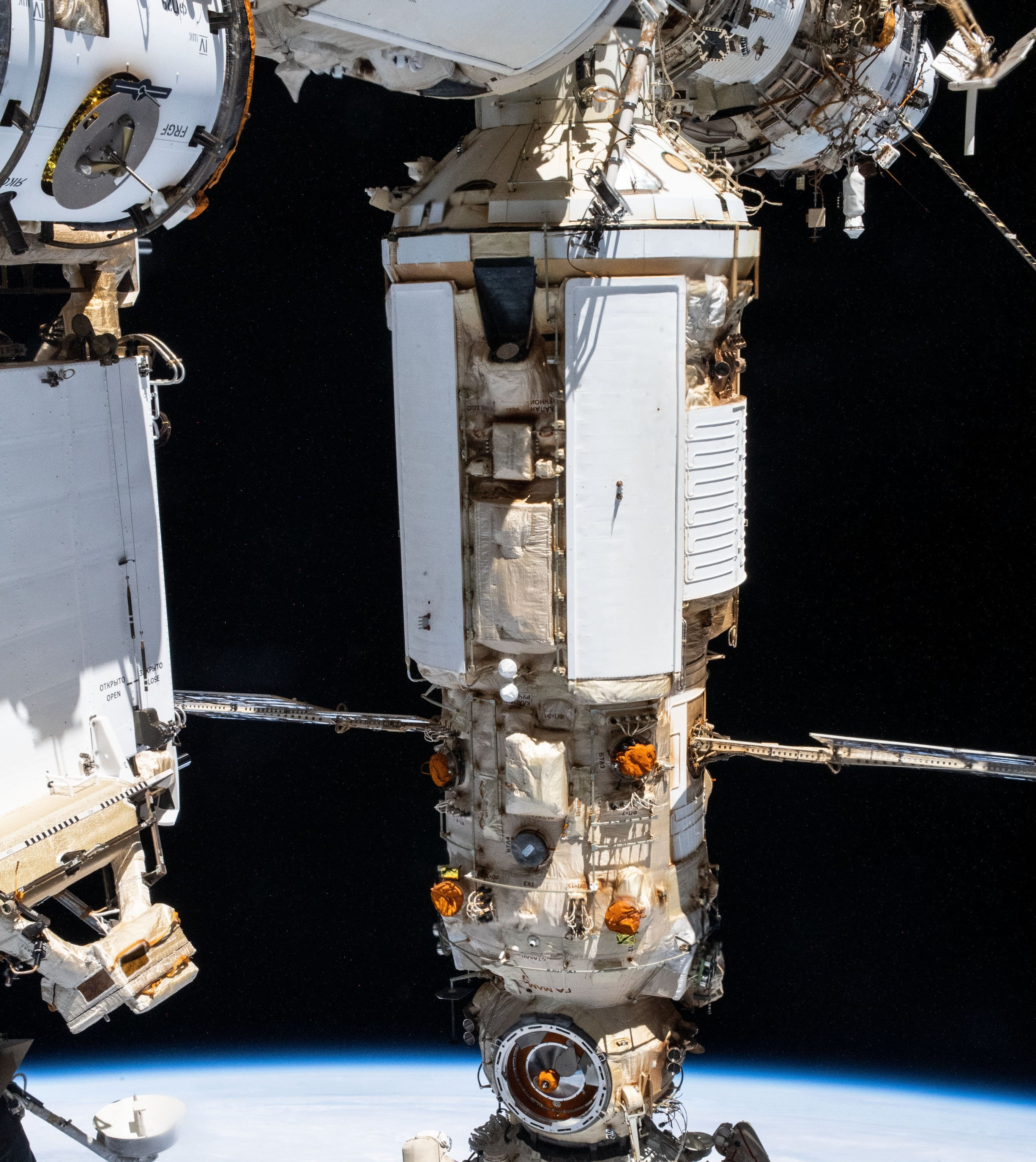
Přední port modulu Nauka (před připojením nákladní přechodové komory) ve spodní části snímku.

### Porty ISS
ISS měla na začátku Expedice 69 celkem 13 portů umožňujících připojení jiného kosmického tělesa (kosmické lodě nebo dalšího modulu):
- přední port modulu Harmony (Harmony forward) – port na přídi stanice, mířící ve směru letu
- horní port modulu Harmony (Harmony zenith) – port mířící směrem od Země
- spodní modulu Harmony (Harmony nadir) – port mířící směrem k Zemi
- spodní port modulu Unity (Unity nadir)
- spodní port Rassvet (Rassvet nadir)
- přední port modulu Nauka (Nauka forward)
- přední port modulu Pričal (Pričal forward)
- zadní port modulu Pričal (Pričal aft)
- pravý port modulu Pričal (Pričal starboard)
- levý port modulu Pričal (Pričal port)
- spodní port modulu Pričal (Pričal nadir)
- horní port modulu Poisk (Poisk nadir)
- zadní port modulu Zvezda (Zvezda aft) – port na zádi stanice

První čtyři uvedené porty modulu Pričal prozatím nejsou určeny k běžnému provozu. 
Přední port modulu Nauka byl během Expedice 69, 4. května 2023, osazen přechodovou komorou, do té doby připevněnou k modulu Rassvet. Od okamžiku připojení má ISS k dispozici 12 portů, z toho 4 dlouhodobě nepoužívané.

### Připojené kosmické lodi
Při zahájení Expedice 69, kterým byl okamžik odpojení lodi Sojuz MS-22 od stanice, byly k ISS připojeny 2 pilotované kosmické lodi (SpaceX Crew-6 a Sojuz MS-23) a 3 lodi nákladní (Progress MS-22, SpaceX CRS-27 a Cygnus NG-18). Krátce po začátku expedice loď SpaceX CRS-27 odletěla, stejně jakp loď Cygnus NG-18. Sojuz MS-23 se počátkem dubna přemístil k jinému portu kvůli zvýšení bezpečnosti kosmonautů při výstupech do volného prostoru.
Během trvání Expedice 69 se ke stanici připojily celkem tři lodě s posádkou – Axiom Mission 2 (v květnu 2023), SpaceX Crew-7 (v srpnu) a Sojuz MS-24 (v září). Podle harmonogramu dorazily také 4 nákladní lodi – Progress MS-23 (24. května), SpaceX CRS-28 (6. června), Cygnus NG-19 (počátkem srpna) a Progress MS-24 (25. srpna). Původně měla k ISS přiletět také testovací mise nové nákladní lodi Dream Chaser společnosti Sierra Space pod označením SNC Demo-1, ale krátce před zahájením Expedice 69 byla již po několikáté odložena, tentokrát na konec roku 2023, tedy do období Expedice 70.
| port |        | Harmony forward | Harmony zenith  | Harmony nadir | Unity nadir  | Rassvet nadir | Poisk zenith   | Pričal nadir  | Zvezda aft     |
| --- | ------ | --------------- | --------------- | ------------- | ------------ | ------------- | -------------- | ------------- | -------------- |
| | (stav) | SpaceX CRS-27   | SpaceX Crew-6   |               | Cygnus NG-18 | Sojuz MS-22   | Sojuz MS-23    |               | Progress MS-22 |
| 28. března 2022                                                                                             | odlet  |                 |                 |               |              | Sojuz MS-22   |                |               |                |
| Konec Expedice 68 a začátek Expedice 69 – 28. března 2023 v 09:57:30 UTC (odpojení Sojuzu MS-22 od stanice) |        |                 |                 |               |              |               |                |               |                |
| 6. dubna 2023                                                                                               | přesun |                 |                 |               |              |               | Sojuz MS-23 →  | → Sojuz MS-23 |                |
| 15. dubna 2023                                                                                              | odlet  | SpaceX CRS-27   |                 |               |              |               |                |               |                |
| 21. dubna 2023                                                                                              | odlet  |                 |                 |               | Cygnus NG-18 |               |                |               |                |
| 6. května 2023                                                                                              | přesun | SpaceX Crew-6 ← | ← SpaceX Crew-6 |               |              |               |                |               |                |
| | (stav) |                 |                 |               |              |               |                |               |                |
| 22. května 2023                                                                                             | přílet |                 | Axiom Mission-2 |               |              |               |                |               |                |
| 24. května 2023                                                                                             | přílet |                 |                 |               |              |               | Progress MS-23 |               |                |
| 30. května 2023                                                                                             | odlet  |                 | Axiom Mission-2 |               |              |               |                |               |                |
| | (stav) |                 |                 |               |              |               |                |               |                |
| 6. června 2023                                                                                              | přílet |                 | SpaceX CRS-28   |               |              |               |                |               |                |
| 29. června 2023                                                                                             | odlet  |                 | SpaceX CRS-28   |               |              |               |                |               |                |
| 4. srpna 2023                                                                                               | přílet |                 |                 |               | Cygnus NG-19 |               |                |               |                |
| 20. srpna 2023                                                                                              | odlet  |                 |                 |               |              |               |                |               | Progress MS-22 |
| | (stav) |                 |                 |               |              |               |                |               |                |
| 25. srpna 2023                                                                                              | přílet |                 |                 |               |              |               |                |               | Progress MS-24 |
| 27. srpna 2023                                                                                              | přílet |                 | SpaceX Crew-7   |               |              |               |                |               |                |
| 3. září 2023                                                                                                | odlet  | SpaceX Crew-6   |                 |               |              |               |                |               |                |
| 15. září 2023                                                                                               | přílet |                 |                 |               |              | Sojuz MS-24   |                |               |                |
| 27. září 2023                                                                                               | odlet  |                 |                 |               |              |               |                | Sojuz MS-23   |                |
| Konec Expedice 69 a začátek Expedice 70 – 27. září 2023, 09:54:21 UTC (odpojení Sojuzu MS-23 od stanice)    |        |                 |                 |               |              |               |                |               |                |
| | (stav) |                 | SpaceX Crew-7   |               | Cygnus NG-19 | Sojuz MS-24   | Progress MS-23 |               | Progress MS-24 |

Legenda:

← nebo → označuje směr přesunu lodi k jinému portu